# St. Pauli (Schiff, 1841)
Die St. Pauli war eine 1841 von der Johann Marbs Werft in Hamburg gebaute Bark.
Ursprünglich als Kriegsschiff erbaut, wurde das Schiff für das lukrative Geschäft mit dem Transport von Immigranten nach Übersee umgebaut. Bekannt wurde das Schiff durch die Überfahrt der ersten deutschen Siedler nach Nelson, Neuseeland im Jahr 1842. Die Reise begann am 26. Dezember 1842 mit 153 Passagieren an Bord in Hamburg und endete am 14. Juni 1843 mit der Ankunft in Nelson. Der Kapitän der St. Pauli auf dieser Reise war Peter Schacht.
Über weitere Einsätze des Schiffes und seinen Verbleib ist derzeit nichts bekannt.